# Англ (Горњопровансалски Алпи)
Англ (фр. Angles) насеље је и општина у југоисточној Француској у региону Прованса-Алпи-Азурна обала, у департману Горњопровансалски Алпи која припада префектури Кастелан.
По подацима из 2011. године у општини је живело 68 становника, а густина насељености је износила 6,92 становника/km². Општина се простире на површини од 9,83 km². Налази се на средњој надморској висини од 956 метара (максималној 1777 m, а минималној 880 m).

## Демографија
| 1962. | 1968. | 1975. | 1982. | 1990. | 1999. | 2011. |
| ----- | ----- | ----- | ----- | ----- | ----- | ----- |
| 55    | 57    | 55    | 65    | 56    | 67    | 68    |

График промене броја становника у току последњих година